# 1905 у літературі
Стаття є списком літературних подій та публікацій у 1905 році.

## Книги
- «Біле Ікло» — роман Джека Лондона.
- «Ярошенко» — повість Осипа Маковея.
- «Повернення Шерлока Холмса» — збірка детективних оповідань Артура Конан Дойла.
- «Кіппс» — роман Герберта Веллса.

## П'єси
- «Діти сонця» — п'єса Максима Горького.
- «Вогонь і ніч» — драма Райніса.
- «Майор Барбара» — п'єса Бернарда Шоу.

## Поезія
- «Книга годин» — збірка віршів Райнера Марії Рільке.

## Нагороди
- Нобелівську премію з літератури отримав польський письменник Генрик Сенкевич.

## Народились
- 2 лютого — Айн Ренд (Аліса Зіновіївна Розенбаум), американська письменниця російського походження (померла у 1982).
- 24 травня — Михайло Шолохов, російський письменник українського походження, лауреат Нобелівської премії з літератури 1965 року (помер у 1984).
- 21 червня — Жан-Поль Сартр, французький філософ, драматург, письменник (помер у 1980).
- 5 липня  — Еліас Канетті, німецькомовний письменник і філософ єврейського походження (помер у 1994).
- 5 вересня — Артур Кестлер, британський письменник і журналіст угорського походження (помер у 1983)

## Померли
- 24 березня — Жуль Верн, французький письменник (народився в 1828).